# Zhengzhang Shangfang
Zhengzhang Shangfang (chinois simplifié : 郑张尚芳 ; chinois traditionnel : 鄭張尚芳 ; pinyin : zhèngzhāng shàngfāng), né le 9 août 1933 dans le
district de Longwan, à Wenzhou, province du Zhejiang, et décédé le 19 mai 2018, également à Wenzhou, est un linguiste chinois, connu notamment pour sa reconstruction du chinois archaïque.
Il est chercheur de l'Académie des sciences sociales de Chine.

## Œuvres
- (zh) 郑张尚芳, 《上古音系》, 上海, 上海教育出版社,‎ décembre 2003, 604 p. (ISBN 978-7-5320-9244-4).
  - (en) 郑张尚芳 (Zhengzhang Shangfang) (trad. du chinois par Laurent Sagart), The Phonological System of Old Chinese, Paris, École des hautes études en sciences sociales, Centre de recherches linguistiques sur l'Asie orientale, coll. « Collection des cahiers de linguistique Asie orientale » (no 5),‎ 2000, 77 p. (ISBN 2-910216-04-7, ISSN 1246-7367, BNF 37691455).
- (zh) 郑张尚芳, 《温州方言志》, 北京, 中华书局,‎ 2008.